# Legge sull'intelligenza artificiale
La legge sull'intelligenza artificiale (legge sull'IA) è un regolamento dell'Unione europea in materia di Intelligenza artificiale che mira ad introdurre un quadro normativo e giuridico comune. L'ambito di applicazione abbraccia tutti i settori, ad eccezione di quello militare, e tutti i tipi di intelligenza artificiale. 
Proposto dalla Commissione europea il 21 aprile 2021, ha ricevuto il voto positivo del Parlamento europeo il 13 marzo 2024 e l'approvazione da parte del Consiglio dell'Unione europea il 21 maggio 2024. Grazie a ciò l'Unione europea è diventata la prima istituzione al mondo a regolamentare lo sviluppo e l'utilizzo dell'intelligenza artificiale. Esiste però quello che viene definito come "Grace Period", ovvero un periodo di circa 2 anni in cui viene dato tempo alle aziende di costruire i complessi processi di valutazione e legali, e adattarsi alle nuove regole.
Essendo un atto di regolamentazione dei prodotti, non conferisce diritti agli individui, ma regola i fornitori di sistemi di intelligenza artificiale e le entità che ne fanno uso a titolo professionale.

## Obiettivi del regolamento
La proposta di legge dell'Unione Europea sull'intelligenza artificiale mira a classificare e regolamentare le applicazioni dell'intelligenza artificiale in base al rischio di causare danni ai cittadini. Questa classificazione rientra principalmente in tre categorie: pratiche vietate, sistemi ad alto rischio e altri sistemi.
Le pratiche vietate sono quelle che impiegano l'intelligenza artificiale per provocare manipolazioni subliminali o sfruttare le vulnerabilità delle persone che possono provocare danni fisici o psicologici, per fare un uso indiscriminato dell'identificazione biometrica remota in tempo reale negli spazi pubblici ad opera delle forze dell'ordine o per utilizzare "punteggi sociali" derivati dall'intelligenza artificiale da parte delle autorità per colpire ingiustamente individui o gruppi. Il regolamento vieterebbe completamente questi ultimi, mentre per i primi tre viene proposto un regime di autorizzazione.
I sistemi ad alto rischio, secondo il regolamento proposto, sono quelli che pongono minacce significative alla salute, alla sicurezza o ai diritti fondamentali delle persone. Richiedono una valutazione di conformità obbligatoria, intrapresa come autovalutazione da parte del fornitore, prima di essere immessi sul mercato. Applicazioni particolarmente critiche, come quelle per i dispositivi medici, richiedono che l'autovalutazione del fornitore ai sensi del regolamento sull'intelligenza artificiale venga presa in considerazione dall'organismo notificato che conduce la valutazione ai sensi delle normative dell'Unione Europea esistenti, come il regolamento sui dispositivi medici.
I sistemi di intelligenza artificiale al di fuori delle categorie di cui sopra non sono soggetti ad alcuna regolamentazione, e agli Stati membri è in gran parte impedito di regolamentarli ulteriormente attraverso la massima armonizzazione. Le leggi nazionali esistenti relative alla progettazione o all'uso di tali sistemi non vengono applicate. È tuttavia previsto, anche se non a priori, un codice di condotta volontario per tali sistemi.
La legge propone inoltre l'introduzione di un Comitato Europeo per l'Intelligenza Artificiale per promuovere la cooperazione internazionale e garantire il rispetto del regolamento.

## Rilevanza internazionale

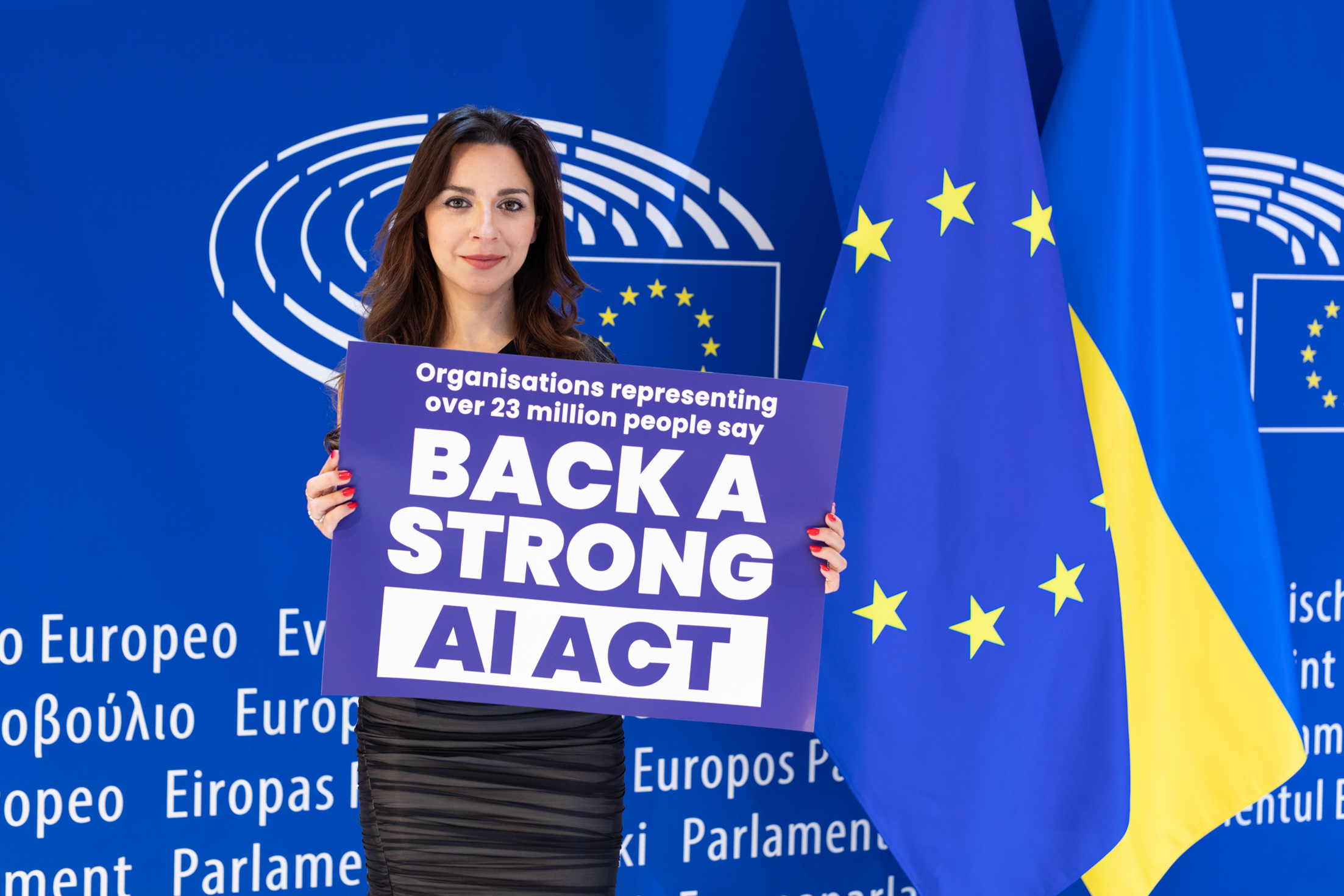
L'associazione EKO interviene a favore dell'inserimento dell'intelligenza artificiale generativa all'interno del regolamento.

Come il regolamento generale sulla protezione dei dati (GDPR) dell'Unione Europea, la legge sull'IA potrebbe stabilire uno standard globale. Sta già avendo un impatto extraeuropeo: nel settembre 2021, il Congresso nazionale del Brasile ha approvato un disegno di legge che crea un quadro giuridico per l'intelligenza artificiale. Il Consiglio europeo ha adottato il suo orientamento generale sulla legge sull'IA il 6 dicembre 2022. La Germania sostiene la posizione del Consiglio ma vede ancora la necessità di ulteriori miglioramenti, come formulato in una dichiarazione di accompagnamento dello Stato membro. Tra le misure che probabilmente verranno proposte sarà quella per cui gli sviluppatori di intelligenza artificiale per prodotti legati all'informazione, come ChatGPT di OpenAI, dichiarino se materiale protetto da copyright è stato utilizzato per addestrare la loro tecnologia.

## Applicazione
Il regolamento controlla l'entrata dell'intelligenza artificiale nel mercato europeo comune. In questo senso utilizza il Nuovo Quadro Legislativo, che può essere fatto risalire al Nuovo Approccio che risale al 1985. Il funzionamento è il seguente: il legislatore dell'Unione europea crea la legge sull'intelligenza artificiale, questa legge contiene le disposizioni più importanti che tutti i sistemi di intelligenza artificiale che desiderano accedere al mercato interno dell'UE dovranno rispettare. Questi requisiti sono chiamati “requisiti essenziali”. Nell'ambito del nuovo quadro legislativo, questi requisiti essenziali vengono trasmessi agli organismi europei di standardizzazione che elaborano norme tecniche che specificano ulteriormente i requisiti essenziali.
La legge impone agli Stati membri di istituire propri organismi di notifica. Per verificare se i sistemi di intelligenza artificiale sono effettivamente conformi alle norme stabilite nella legge sull'IA, viene effettuata una valutazione della conformità. Questa valutazione della conformità viene effettuata mediante autovalutazione, il che significa che il fornitore del sistema di intelligenza artificiale verifica personalmente la conformità, oppure tramite una valutazione della conformità da parte di terzi, il che significa che l'organismo notificante effettuerà la valutazione. Gli organismi notificanti mantengono la possibilità di effettuare audit per verificare se la valutazione della conformità viene effettuata correttamente.
Secondo l'attuale proposta è evidente che molti sistemi di intelligenza artificiale ad alto rischio non richiedano la valutazione della conformità da parte di terzi, cosa criticata da alcuni soggetti. Queste critiche si basano sul fatto che i sistemi di intelligenza artificiale ad alto rischio dovrebbero essere valutati da una terza parte indipendente per garantirne pienamente la sicurezza del sistema.

## I quattro livelli
La legge sull'IA definisce quattro livelli di rischio per classificare le applicazioni di intelligenza artificiale, che saranno quindi soggette a diversi livelli di controllo. I quattro livelli di categorizzazione sono i seguenti:
- Rischio inaccettabile - Il rischio inaccettabile vieta severamente tutte le applicazioni di intelligenza artificiale che utilizzano tecniche subliminali o sistemi di punteggio utilizzati da autorità pubbliche. Altre applicazioni che rientrano in questo livello sono quelle con carattere discriminatorio e intrusivo negli spazi pubblici, come ad esempio tutti i sistemi biometrici per il riconoscimento di una persona.
- Rischio alto - Il rischio alto comprende applicazioni legate ai trasporti, istruzione, impiego e altri ancora. Prima di poter vendere una IA categorizzata tra quelle ad alto rischio, le aziende devono condurre uno studio per una "valutazione di conformità" e inoltre devono soddisfare una lista di requisiti per poter certificare in modo certo la sicurezza delle applicazioni. Per agevolare questo controllo e poter assicurare maggiori garanzie, la Commissione europea dovrà creare e mantenere un database con accesso pubblico di tutte le applicazioni di IA ad alto rischio garantendo trasparenza al pubblico di tutte le parti del codice.
- Rischio limitato - Per poter far rientrare la proprio applicazione IA all'interno del rischio limitato, esse devono soddisfare specifici obblighi di trasparenza. Una persona che interagisce con una IA, come ad esempio un chatbot, deve essere informata in modo chiaro che sta comunicando con un'intelligenza artificiale e non con un essere umano, in modo da essere perfettamente a conoscenza che tutte le informazioni che gli verranno fornite sono frutto di un algoritmo.
- Rischio minimo - Le applicazioni a rischio minimo sono attualmente quelle maggiormente utilizzate dal pubblico. Molto spesso sono applicazioni meno complesse come ad esempio un semplice filtro antispam.

Un ultimo punto fondamentale che viene stabilito dall'AI act dice che la principale responsabilità della violazione di questo atto sarà attribuita ai fornitori dei sistemi di IA, ma non esclude anche responsabilità minori a: distributori, importatori, utenti e terze parti. Questo dimostra che in un sistema così complesso trovare un unico responsabile diventa sempre più difficile e bisogna andare a cercare responsabilità in un ecosistema sempre più dinamico.

## Struttura istituzionale e ruoli
L'Atto sull'Intelligenza Artificiale prevede la creazione di diverse nuove istituzioni per garantire una efficace implementazione e applicazione della normativa. Tra queste, l'Ufficio per l'IA, un'autorità centrale collegata alla Commissione Europea, avrà il compito di coordinare l'attuazione dell'Atto in tutti gli Stati membri e di monitorare la conformità dei fornitori di IA di uso generale. Il Consiglio Europeo per l'Intelligenza Artificiale, composto da un rappresentante per ogni Stato membro, assisterà e consiglierà la Commissione e gli Stati membri per facilitare un'applicazione coerente ed efficace dell'Atto.
Un altro organismo chiave è il Forum Consultivo, che fornirà competenze tecniche e consigli al Consiglio e alla Commissione, rappresentando una selezione bilanciata di stakeholder, inclusi industria, start-up, PMI, società civile e mondo accademico. Infine, il Panel Scientifico di Esperti Indipendenti offrirà consulenze tecniche e input all'Ufficio per l'IA e alle autorità nazionali, garantendo che le regole e le implementazioni dell'Atto siano allineate con le ultime scoperte scientifiche.
Queste istituzioni opereranno sia a livello centrale che decentralizzato, coinvolgendo attori pubblici e privati per un'efficace gestione dell'intelligenza artificiale. Inoltre, gli Stati membri dovranno designare autorità competenti nazionali responsabili della sorveglianza del mercato e della verifica della conformità dei sistemi di IA alle normative, compresa la nomina di terze parti per eseguire valutazioni di conformità esterne.